# Bom Jesus do Amparo
Bom Jesus do Amparo è un comune del Brasile nello Stato del Minas Gerais, parte della mesoregione Metropolitana di Belo Horizonte e della microregione di Itabira.